# Dénesi Ildikó
 Dénesi Ildikó (írói álnéven Izolde Johannsen) (Budapest, 1977. augusztus 4.) magyar történelmiregény-író, biográfus.

## Élete
Gyermekkorát Rákosszentmihályon töltötte. Kisiskolás éveinek első önállóan választott könyve indította el az írói pályán, a Balázs Sándor: Spartacus élete és kora című regény, mely regény egyben el is jegyezte a történelemmel.
1995-ben érettségizett a budapesti Batthyány-Strattmann László Egészségügyi Szakközépiskolában, majd felnőtt-szakápolói végzettséget szerzett. Tizenhat év után abbahagyta a kórházi munkát, hogy több időt szentelhessen az írásnak. 
Tizennégy éves kora óta ír, iskolai rendezvényeken, vetélkedőkben, történelmi versenyeken vett részt.
2003-ban indult a Konkrét Könyvek Kiadó Országos Regényíró pályázatán, ahol ifjúsági regény kategóriában II. helyezést ért el és kiadási jogot kapott, így egy év múlva a Magyar Írók Könyvműhely Kiadó megjelentette regényét A tolvajfejedelem címmel.
2006 és 2011 között a Mercator Stúdiónál tevékenykedett, ekkor vette fel választott írói álnevét.
2013-tól az Underground Kiadónál jelenteti meg sorozatait.
2007-től a TIT Hajózástörténeti, -Modellező és Hagyományőrző Egyesület (TITHMHE) rendes tagja, 2004-től foglalkozik a II. világháborús német birodalmi haditengerészet (Kriegsmarine) kutatásával és a hajóparancsnokok életrajzával.
2015-től a Történelmiregény-írók Társasága (TRT) rendes tagja.
2015-ben létrehozta a Kriegsmarine-csoportot, melynek tagjai közt számos tanácsadó, történész, tengerészkapitány (köztük egy volt NATO-tiszt), hazai és külföldi hadászati- és modellező szakértők, grafikusok és fordítók segítik munkáját.
Történelmi regényeket íróként részese annak a nemzetközi rehabilitációs munkának, mely a német haditengerészet kötelékében tevékenykedő hajóparancsnokok életrajzának, munkásságának bemutatását tűzte ki célul. Kiemelten foglalkozik Hans Wilhelm Langsdorff és Ernst Lindemann sorhajókapitányok, valamint Erich Raeder flottatengernagy életrajzával és munkásságával. Az eddig megjelent haditengerészeti regények az Admiral Graf Spee páncélos nehézcirkáló és az Altmark ellátóhajó, a Bismarck csatahajó és az Admiral Scheer nehézcirkáló pályafutását mutatták be. A Gránátok a becsületért című regényben helyet kapott az 1989-es Robert Ballard expedíció is, a Bismarck roncsának felkutatása. A "Furfangos fivérek" a Scharnhorst és a Gneisenau testvérhajók történetéről szól, ebben a regényben a 2000-es Scharnhorst-expedició kapott helyet. 2019-ben "Észak magányos királya" címmel a Tirpitz csatahajó regényét jelentette meg. A Dr. Erich Raeder flottatengernagy életrajzát bemutató trilógia készülőben van. A regények kiemelt témája a Graf Zeppelin repülőgép-hordozó története lesz.
A Vakok és Gyengénlátók részére hozzáférhető zárt láncú könyvtárban már megjelent a német hadihajós sorozat hangoskönyv formájában.
2023-ban részese volt a 16 történelmiregény író közös vállalkozásának a Buda&Pest egy város zivataros századaiból című történelmi családregény megírásának. A regény elnyerte 2023-ban az év könyve és az év borítója címet.
2024-ben jelent meg a 16 író saját hangján felolvasott hangoskönyv, mely mindenki számára elérhető- igazi kuriózum.
2024.07.18-án Kulturális és Innovációs Minisztérium a Magyar Könyvtárosok Egyesülete szakmai döntése alapján a Buda & Pest regénynek ítélte oda a Fitz József díjat! Ez az 1988 óta létező díj az év legjelentősebb Magyarországon megjelent könyvét illeti.
2024.07.19-én a MOIKK (Magyar Orvos Írók és Képzőművészek Köre) rendes tagjává választották.

## Munkássága
Négy sorozat fűződik nevéhez:
„A kobzos éneke” melyben középkorias kalandregények szerepelnek. Eddig a tíz kötetes sorozat három része jelent meg.
„A kárhozat éjjele” misztikus történelmi fantasy – az egyetemes európai történelem bemutatása egy vámpír létezésének tükrében, az ókortól 1963-ig. Eddig a nyolc kötetes sorozat három része jelent meg.
„A Birodalom tengeri bástyái” a német haditengerészet bemutatása 1871-1960-ig. Eddig a sorozat öt része jelent meg. Az első regény társszerzője Michael T. Marble az 1939-1945 című haditechnikai blog szerkesztője. A birodalmi kalóz című regénye 2017-ben német nyelven is megjelent a Goldene Rakete kiadó gondozásában.         
2018-ban indított új sorozat az egyetemes európai és amerikai tengerhajózás bemutatása.
Fontosabb előadásai:
- Rendszeres résztvevője a Cselenyák Imre író szervezésében lebonyolított Dorog – Borír irodalmi rendezvényeknek.
- 2016. Kildara – Historiánus történetek – meghívott előadóként vett részt a rendezvényen
- 2016. Konferencia a Pázmány Péter Katolikus Egyetem Összehasonlító Civilizációtörténeti Kutatócsoportja és a Történelmiregény-írók Társasága szervezésében Előadást tartott Kriegsmarine – Langsdorff a gentleman kalóz címmel meghívott előadóként
- 2017. TITHMHE Előadást tartott Kriegsmarine – Elszalasztott lehetőségek címmel.
- 2018.03.26. Budapest, Bánki Donát Gépész és Biztonságtechnikai Mérnöki Kar - előadás
- 2018.06.09. Miskolc, Irodalmi terasz - kerekasztal beszélgetés
- 2018.06.10. Budapest, Vörösmarty tér Könyvhét - TRT színpad
- 2018.07.21-22. Szlovákia, Gombaszögi Nyári Ifjúsági fesztivál - TRT előadás
- 2018.09.22. Budapest, Történelmi Vitorláshajó Makettezők X. Országos Találkozója - könyvbemutató, felolvasás
- 2018.10.04. Miskolc, Tompa Mihály Könyvtár - előadás.
- 2018.10.28. Magyar Makettezőkért Egyesület - előadás
- 2019.07.13.  Eger, Gárdonyi kör - kerekasztal beszélgetés
- 2020.10.10. Kőszeg, Történelmi regényírók Kőszegen - kerekasztal beszélgetés
- 2022.10.05. Esztergom, Írjunk történelmet - íróolvasó találkozó, kerekasztal beszélgetés
- 2023.10.23. Budapest, Nemzeti Múzeum, Buda&Pest könyvbemutató
- 2024.09.06. Vác,MOIKK 46. konferencia, vetített előadás, könyvbemutató

## Művei

### A kobzos éneke – sorozat
- A tolvajfejedelem, Magyar Írók Könyvműhely, Budapest, 2004. ISBN 9638613483
- A titokzatos felcser, Underground Kiadó, Budapest, 2014. ISBN 9789630898164
- A Lamarr-ház átka, Underground Kiadó, Budapest, 2015. ISBN 9789631232561

### A kárhozat éjjele – sorozat
- A kárhozat éjjele I/ Róma, Underground Kiadó, Budapest, 2013. ISBN 9789630870948
- A kárhozat éjjele II/ Anglia – I. kötet, Underground Kiadó, Budapest, 2014. ISBN 9789631207514
- A kárhozat éjjele II/ Anglia – II. kötet, Underground Kiadó, Budapest, 2014. ISBN 9789631275513
- A kárhozat éjjele III/ Franciaország, Underground Kiadó, Budapest, 2016. ISBN 9789631251982

### A Birodalom tengeri bástyái – sorozat
- A birodalmi kalóz, Underground Kiadó, Budapest, 2016. ISBN 9789631263497
- Gránátok a becsületért, Underground Kiadó, Budapest, 2017. ISBN 9789631284737
- Kalandor a tengeren, Underground Kiadó, Budapest, 2017. ISBN 9789631299519
- Der Reichspirat, Goldene Rakete, Riga, 2017. ISBN 9786202443609
- Furfangos fivérek, Underground Kiadó, Budapest, 2018. ISBN 9786150023762
- Észak magányos királya, Underground kiadó, Budapest, 2019, ISBN 9786150053745

### 2018-ban indított új hajózástörténeti sorozat
- Megölni a Királyt! - La Fayette I., Helikon Kiadó, Budapest, 2018. ISBN 9789634791270
- A pontlövész - La Fayette II., Helikon Kiadó, Budapest, 2019. ISBN 9789634792383

### Antológiában, novelláskötetben
- Oltár, kard legenda – Háborús idők,  történelmi novelláskötet, Történelmiregény-írók Társasága, Budapest, 2015. ISBN 9786158005197
- Boncasztalok a kórház kertben, Litera-Túra Irodalmi Művészeti és Kulturális Magazin, 2015.
- Szeretemváros – A szerelem neve: Miskolc, novellás kötet, Élő Irodalom – Élő Könyv Műhely, 2016.
- Mítoszok és legendák - Ez próba!,  történelmi novelláskötet, Történelmiregény-írók Társasága, Budapest, 2016. ISBN 9789631271348
- Száznevű város – A kutyariasztó, novellás kötet, Spiritart Kiadó, 2017.
- S(z)ó, bors, paprika – Mitológia és krumplifőzelék, novellás kötet, Élő Irodalom – Élő Könyv Műhely, 2017.
- Évszázadok ösvényein - Oradour, történelmi novelláskötet, Történelmiregény-írók Társasága, Budapest, 2018. ISBN 9786155816017
- Harcosok, vértanúk, boszorkányok - Lebensborn,  történelmi novelláskötet, Történelmiregény-írók Társasága, Budapest, 2019. ISBN 9786155816178
- Buda&Pest, egy város zivataros századaiból,  történelmi családregény, Historycum, Budapest, 2023. ISBN 9786155816246

## Díjai
- 2023 Az év könyve (csoportos)
- 2024 Fitz József díj (csoportos)

## Interjúk
- Nyakonöntött Próbagoblin Szolgáltatóház: http://nyakonontottprobagoblinszolgaltatohaz.blogspot.hu/2016/09/izolde-johannsen-interju-2016-szeptember.html
- Könyvek, ahogy én látom: http://www.letya.hu/2016/09/izolde-johannsen-es-kriegsmarine-interju/
- Omega hírek: http://omegahirek.hu/index.php/a-het-embere/6475-a-tortenelem-buvoleteben-beszelgetes-izolde-johhannssen-ironovel
- Könyvlelő: http://konyvlelo.blogspot.hu/2016/09/interju-izolde-johannsen-nel-birodalom.html
- Christine blogja: https://web.archive.org/web/20171201044403/http://christinefieldblogja.blogspot.hu/2016/10/interju-izolde-johannsen-ironovel.html
- Lap lap után: https://web.archive.org/web/20171201043330/https://laplaputan.blogspot.hu/2016/12/interju-izolde-johannsen-ironovel.html
- Kultúrprojekt https://web.archive.org/web/20171201080752/http://www.kulturprojekt.hu/izolde-johannsen-dacbol-kezdtem-irni/
- Adri könyvmoly könyvei: http://adrikonyvmoly.blogspot.hu/2016/09/kiadas-rejtelmei-es-az-irok.html

## A sorozatok online felületei
- A birodalmi kalóz - blog
- A birodalmi kalóz - Facebook
- Gránátok a becsületért - blog
- Gránátok a becsületért - Facebook
- Kalandor a tengeren - Facebook
- A furfangos fivérek - Facebook
- Észak magányos királya - Facebook
- Megölni a királyt! - Facebook
- A pontlövész - Facebook